# Amblyeleotris steinitzi
Amblyeleotris steinitzi là một loài cá biển thuộc chi Amblyeleotris trong họ Cá bống trắng. Loài cá này được mô tả lần đầu tiên vào năm 1974.

## Từ nguyên
Loài cá này được đặt theo tên của Giáo sư Heinz Steinitz, nhà sinh học biển kiêm nhà bò sát-lưỡng cư học người Ba Lan. Ông là người lập nên phòng thí nghiệm nghiên cứu sinh vật biển ở Eilat (Israel), nằm trên vịnh Aqaba, nơi loài cá bống này cũng được tìm thấy.

## Phạm vi phân bố và môi trường sống
A. steinitzi có phạm vi phân bố khá phổ biến ở vùng biển Ấn Độ Dương - Thái Bình Dương. Từ Biển Đỏ, loài cá này xuất hiện trên khắp các vùng biển bao quanh bán đảo Ả Rập. Ở Ấn Độ Dương, A. steinitzi được ghi nhận ở ngoài khơi Đông Phi (Kenya đến Mozambique), về phía đông đến Madagascar và các đảo quốc lân cận; xung quanh Maldives và quần đảo Chagos; xung quanh quần đảo Andaman và Nicobar và quần đảo Mergui. Ở Thái Bình Dương, A. steinitzi được tìm thấy từ ngoài khơi quần đảo Yaeyama (Nhật Bản), trải dài về phía nam đến khắp vùng biển bao quanh các đảo ở phía đông quần đảo Mã Lai, về phía đông đến các quần đảo thuộc châu Đại Dương, phía nam giới hạn đến rạn san hô Great Barrier (tây bắc Úc) và ngoài khơi Nouvelle-Calédonie.
A. steinitzi sống gần rạn san hô ở những khu vực nền đáy cát và đá vụn xa bờ, nhưng cũng có thể được tìm thấy ở vùng biển ven bờ và khu vực cửa sông, độ sâu khoảng 43 m trở lại.

## Mô tả

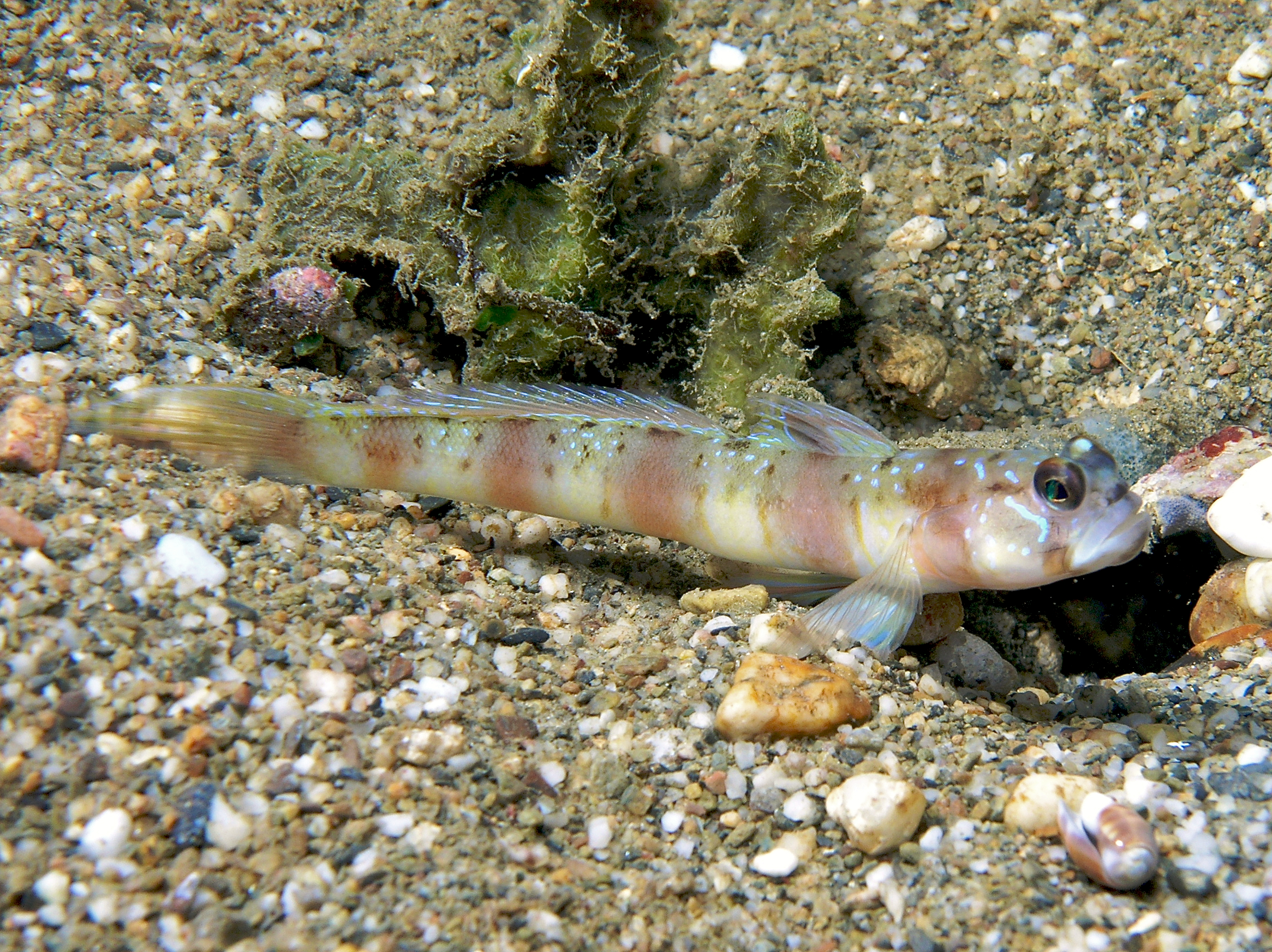
Một cá thể A. steinitzi

Chiều dài cơ thể tối đa được ghi nhận ở A. steinitzi là 13 cm. Cơ thể của A. steinitzi thuôn dài, có màu kem với các dải sọc dọc màu nâu đỏ nổi bật ở hai bên cơ thể, rải rác nhiều đốm xanh ánh kim. Ở giữa các dải màu nâu đỏ này là những dải mỏng hơn màu vàng nhạt. Vây lưng có nhiều chấm nhỏ màu vàng cam. Mống mắt có các vạch màu nâu sẫm bao quanh.
Trong một thí nghiệm đối với A. steinitzi, người ta nhận thấy loài cá này có khả năng thay đổi màu sắc của đầu khi chúng đối diện với loài cá ăn thịt lớn hơn. Khi ở gần loài ăn thịt, đầu của A. steinitzi sẽ chuyển sang màu trắng, trong khi ở khoảng cách xa hơn (cũng với cùng loài ăn thịt đó), hoặc sau thời gian tiếp xúc lâu dài, đầu của A. steinitzi sẽ dần chuyển sang màu xám sẫm. Ưu điểm của việc thay đổi màu sắc, có lẽ là, trong giai đoạn đầu màu trắng, cá bống ít bị các loài động vật ăn thịt để ý vì màu sắc trắng dễ hòa lẫn vào cát sáng màu; còn màu xám mang lại lợi ích trong sự tương tác cùng loài (ví dụ, xác định vị trí của bạn tình).
Số gai ở vây lưng: 7; Số tia vây ở vây lưng: 12; Số gai ở vây hậu môn: 1; Số tia vây ở vây hậu môn: 12; Số gai ở vây bụng: 1; Số tia vây ở vây bụng: 5.

## Sinh thái học

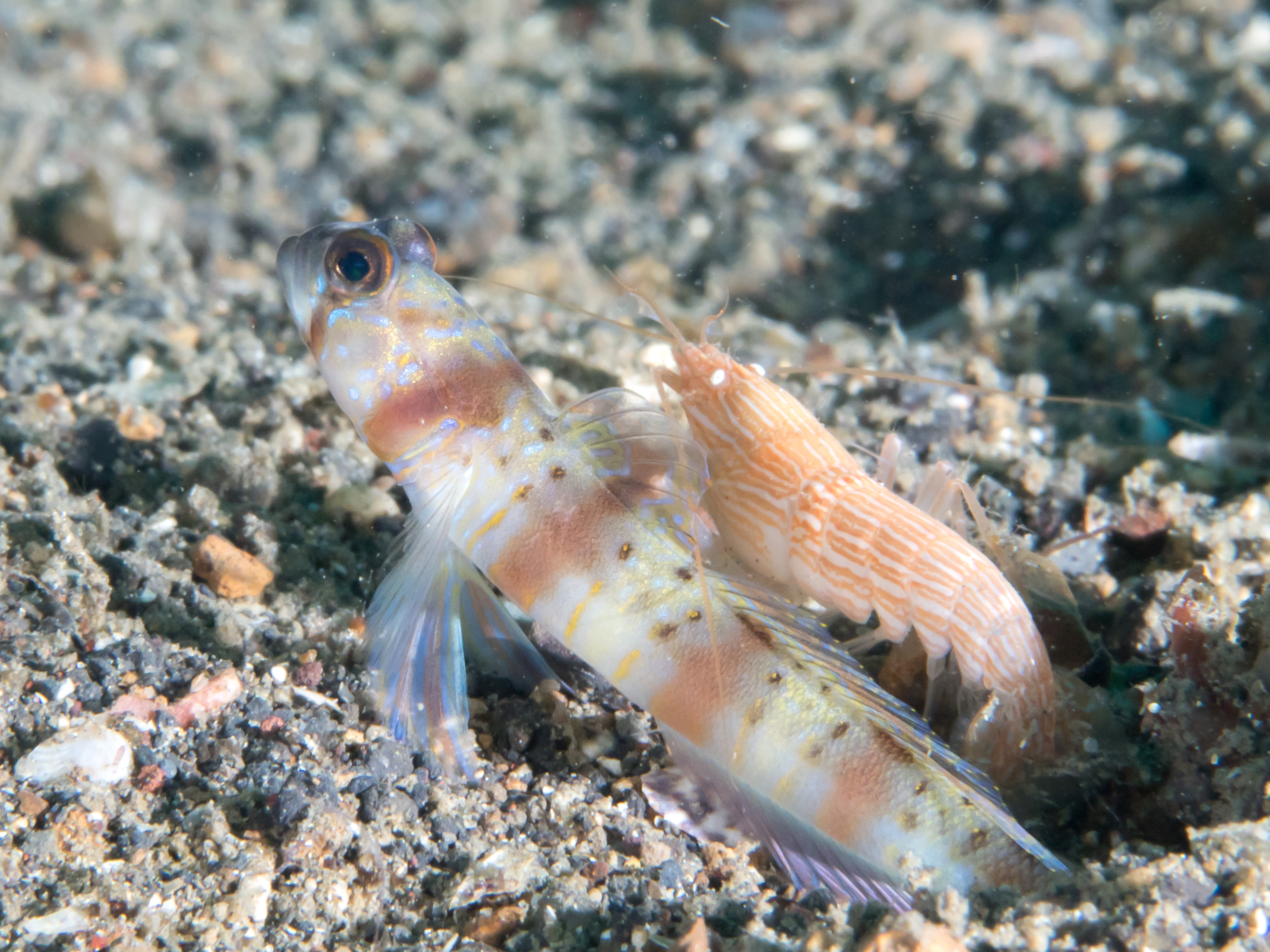
Cá bống A. steinitzi và tôm gõ mõ (A. ochrostriata ?)

Mối quan hệ hỗ sinh giữa những loài cá bống với một số loài tôm gõ mõ được mô tả lần đầu tiên bởi Longley & Hildebrand (1941) ở phía nam bang Florida (Hoa Kỳ). Điều này đã được quan sát ở cá bống A. steinitzi và loài tôm gõ mõ Alpheus purpurilenticularis.
Tôm gõ mõ chia sẻ hang của mình với cá bống, còn cá bống có nhiệm vụ cảnh báo sự nguy hiểm xung quanh. Tôm có thị lực khá kém nên nó phụ thuộc hoàn toàn vào cá bống khi ở ngoài hang. Nếu cảm thấy nguy hiểm ở mức độ thấp, cá bống sẽ không tự rút vào hang mà sẽ truyền tín hiệu cảnh báo đến cho tôm bằng động tác quẫy đuôi nhanh chóng. Chỉ khi một số loài cá xâm nhập vượt qua một khoảng cách nhất định, tức là mức độ nguy hiểm gia tăng, cá bống ngay lập tức rút vào hang trước tôm, và đó cũng là cảnh báo khẩn cho tôm biết mối đe dọa đang ở gần.
Mặc dù không chủ động đào hang, A. steinitzi vẫn tạo ra các rãnh hang mới vào mỗi buổi sáng. Các lối vào có thể thay đổi vị trí đạt tới 80 cm trong một ngày mà vị trí của rãnh chính của hang không bị thay đổi. Cá và tôm chỉ hoạt động vào ban ngày, thường bắt đầu vào sáng sớm trước khi mặt trời mọc, hiếm hoi có thể bắt đầu vào buổi trưa. Sau khi tạo ra một lối đi mới, cá sẽ nhô đầu ra khỏi hang, tôm nhanh chóng chui theo sau bạn của nó. Sau khi mặt trời lặn, cả hai rút vào hang. Vào ban đêm, các lối vào thường được đóng lại.
Trong các nghiên cứu về sự hình thành mối quan hệ giữa cá bống và tôm gõ mõ, người ta nhận thấy, cá bống bị thu hút bởi tôm bằng thị giác, còn tôm bị hấp dẫn về mặt hóa học đối với cá bống. Trong một thí nghiệm, cá bống A. steinitzi đã dành nhiều thời gian đứng gần ô có tôm đang sống, thay vì chọn một ô trống khác, cũng như quãng thời gian mà A. steinitzi cố chui vào ô đó. Trong một thí nghiệm khác tương tự, A. steinitzi được ghi nhận là ưa thích loài tôm A. purpurilenticularis hơn là tôm Alpheus djiboutensis.
Sức hút hóa học của A. steinitzi đối với tôm A. purpurilenticularis cũng đã được thử nghiệm thông qua một mê cung hình chữ Y. A. purpurilenticularis đã chọn đi vào nhánh chữ Y có chứa dòng nước đã chảy qua cơ thể của cá bống A. steinitzi, thay vì đi vào nhánh có chứa nước biển bình thường. Và trong một thí nghiệm khác tương tự, A. purpurilenticularis ưa thích A. steinitzi hơn loài cá bống Cryptocentrus lutheri.
Cá bống và tôm không tranh giành thức ăn. Tôm chủ yếu ăn vụn hữu cơ trong các lớp trầm tích, trong khi cá bống ăn các động vật không xương sống nhỏ như sinh vật phù du.